# Галафеев, Аполлон Васильевич
Аполлон Васильевич Галафеев (1793—1853) — русский военачальник, генерал-лейтенант (25.06.1839). Герой русско-турецкой войны 1828-1829 гг., Польской кампании 1831 года и Кавказской войны, где под его начальством служил Михаил Юрьевич Лермонтов.

## Биография
Родился Галафеев в 1793 году и происходил из дворян Тамбовской губернии.
Получил образование в 1-м кадетском корпусе, из которого 26 декабря 1811 года выпущен подпоручиком в Тульский пехотный полк.
Во время Отечественной войны 1812 года находился в корпусе графа П. Х. Витгенштейна и участвовал в сражениях при Сивошине, Свольне, Полоцке (в августе за отличие произведён в поручики и в октябре награждён орденом Святой Анны 4-й степени), Чашниках, Смолянах (произведён в штабс-капитаны). В Заграничных кампаниях 1813—1814 годов Галафеев принимал участие в занятии Пиллау и Данцигского форштата (предместья), блокаде Виттенберга, сражениях при Лукау (23 апреля), где произведён в капитаны, и Лейпциге, занятии Амстердама и отражении неприятеля от Бреды, в 1814 году — в блокаде Юлиха, сражениях при Краоне и Лаоне и занятии Парижа.
23 апреля 1817 года он был произведён в майоры, а 15 сентября 1819 года — в подполковники. 8 декабря 1820 года — переведён в Великолуцкий пехотный полк. 12 декабря 1823 года назначен командиром 20-го егерского полка. 28 января 1828 года произведён в полковники и в том же году принял участие в русско-турецкой войне. За участие в покорении Кюстенджи Галафеев награждён орденом Святого Владимира 4-й степени с бантом, за дело при Карагюасе получил орден Святой Анны 2-й степени, при Гаджи-Гасан-Ларо — золотую полусаблю с надписью «За храбрость» и при Куртепе — алмазные знаки к ордену Святой Анны 2-й степени. В 1828 году Галафеев, кроме того, участвовал в блокаде Шумлы и осаде Варны, а в 1829 году — в защите города Проводы, за что награждён 23 октября 1829 года орденом Святого Георгия 4-й степени (№ 4289 по кавалерскому списку Григоровича — Степанова).
В 1831 году он принимал участие в Польской кампании, действуя главным образом против отрядов Дверницкого и Ружицкого, и был награждён орденом Святого Владимира 3-й степени и чином генерал-майора (6 декабря), с назначением состоять при главнокомандующем 1-й армией.
19 августа 1833 года Галафеев получил орден Святого Станислава 1-й степени, 26 сентября 1834 года — орден Святой Анны 1-й степени, 19 октября 1834 года назначен начальником штаба отдельного Сибирского корпуса.
1 февраля 1838 года назначен состоять по армии, а 6 декабря того же года — командующим 20-й пехотной дивизией. С апреля по сентябрь 1839 года Галафеев участвовал в экспедиции генерал-адъютанта П. Х. Граббе в Дагестан против Шамиля, командуя всей пехотой отряда. За отличие в этой экспедиции он был награждён императорской короной к ордену Святой Анны 1-й степени (за поражение Ташев-Хаджи) и орденом Святого Владимира 2-й степени (за штурм Ахульго) и чином генерал-лейтенанта (25 июня), с утверждением в должности начальника дивизии. С марта по декабрь 1840 года Галафеев был в экспедиции против горцев, командуя Чеченским отрядом. 11 июля того же года произошёл известный бой при Валерике, участником которого был М. Ю. Лермонтов, воспевший его в стихотворении «Валерик» (где Галафеев фигурирует просто как «генерал»). В октябре 1841 года Галафеев принимал участие в действиях Чеченского отряда под начальством графа П. Х. Граббе и был ранен ружейной пулей в верхнюю часть живота. 7 сентября 1842 года он был контужен пушечным ядром в правое плечо.

3 ноября 1844 года назначен комендантом в Севастополя, но по болезни оставался на Кавказе до 1846 года. В 1850 году вступил в должность, к этому времени относится следующая его характеристика:
Был в Севастополе комендантом генерал Галафеев, старый кавказец, вдовец, у него была дочь, которую он хотел веселить, поэтому жил открыто, задавал обеды и устраивал пикники; хотел быть строгим с молодежью, но это ему никогда не удавалось, потому что по натуре он был очень добрый человек.
1 октября 1852 года отставлен от должности с преданием военному суду за злоупотребления по комендантскому управлению. 15 декабря 1853 года уволен от службы. Не выдержав позора, Галафеев умер в конце этого же года.

## Награды
- Орден Святой Анны 4-й степени (1813)
- Орден Святого Владимира 4-й степени с бантом (12.07.1828)
- Орден Святой Анны 2-й степени (20.11.1828)
- Алмазные знаки к ордену Святой Анны 2-й степени (14.02.1829)
- Золотая полусабля с надписью "За храбрость" (01.04.1829)
- Орден Святого Георгия 4-й степени (23.10.1829)
- Орден Святого Владимира 3-й степени (07.09.1831)
- Знак отличия за военное достоинство 3-й степени (1831)
- Орден Святого Станислава 1-й степени (19.08.1833)
- Орден Святой Анны 1-й степени (26.09.1834)
- Орден Святого Владимира 2-й степени (06.09.1839)
- Императорская корона к ордену Святой Анны 1-й степени (15.12.1839)